# Moise Măcinic
Moise Măcinic (n.  ?) a fost unul din contestatarii unirii Mitropoliei Bălgradului (Albei Iulii) cu Biserica Romei, fiind de aceea socotit de Biserica Ortodoxă Română ca unul din apărătorii ortodoxiei în Transilvania. Din perspectiva Bisericii Române Unite cu Roma a fost considerat un agent sârb, care a produs tulburare la mijlocul secolului al XVIII-lea, la 50 de ani după înfăptuirea unirii cu Roma, punându-l pe episcopul Inocențiu Micu în situația de a da explicații și în cele din urmă de a demisiona din funcție.
Câteva știri despre viața sa pot fi desprinse dintr-o declarație pe care a dat-o el însuși în fața unei comisii de anchetă la Viena, în zilele de 14 și 15 aprilie 1752.
Între altele, el declara că toți credincioșii din Sibiel l-au rugat, în urmă cu vreo 6 ani, să plece la București spre a fi hirotonit preot, ceea ce s-a și făcut, prin intermediul mitropolitului Ungrovlahiei, Neofit Cretanul.
La scurt timp după hirotonie, episcopul rutean greco-catolic Manuil Mihail Olsavszky din Muncaci, trimis de autorități să cerceteze starea de spirit a credincioșilor ortodocși din Transilvania, constata că printre cei care se împotriveau cu mai multă tărie unirii cu Biserica Romei se număra și „popa Măcinic din Sibiel”.
Se pare că în urma acestei acțiuni a fost arestat, după cum declara el însuși la ancheta de care pomeneam:
„Apoi m-am întors acasă, în Sibiu, și am pătimit acolo, până când, în cele din urmă, am fost eliberat din temniță, cu condiția să mă las de slujba preoțească și să mă hrănesc din munca brațelor ca un simplu țăran, până se va ivi vreun episcop, să mi dea poruncă, [să ascult] ce am de făcut mai departe. Mulțumindu-mă cu aceasta, m-am întors acasă, nu am mai făcut nicio slujbă preoțească, ci am trăit în liniște, ca un țăran, până când a venit în satul nostru domnul vicar Petru Aron [de la Blaj], care m-a chemat înaintea lui și a poftit să-i fac un nou jurământ preoțesc. Cum însă eu nu am voit să mai fac alt jurământ, afară de acela pe care îl făcusem la București, a sosit poruncă la sat să mă dea iarăși prins.”
Din această pricină și-a lăsat familia și a fugit în Banat, la Becicherecu Mare, unde se găsea un alt mare apărător al ortodoxiei, oierul Oprea Miclăuș din Săliștea Sibiului. Acolo, spunea el, „am trăit și m-am hrănit cu lucrul mâinilor mele”.

## Memoriul ortodocșilor ardeleni adresat autorităților imperiale
La 10 decembrie 1750 „popa Măcinic” se număra printre cei șase semnatari ai unui lung și emoționant memoriu adresat mitropolitului sârb Pavel Nenadovici de la Carloviț, în care îi relatau toate suferințele pe care le îndurau credincioșii ortodocși din Transilvania.
În anul 1752, cu două săptamâni înainte de Paști, au sosit în Becicherec, preoții Ioan din Poiana Sibiului și Ioan din Galeș, împreună „cu mai mulți români”, aducând un memoriu al credincioșilor din părțile Făgărașului, Sibiului, Sebeșului și Orăștiei, pe care Oprea Miclăuș și Moise Măcinic urmau să-l prezinte împărătesei Maria Terezia la Viena. În adevăr, după traducerea memoriului în limba germană, la Timișoara, cei doi s-au îndreptat spre capitala împărăției habsburgice. Din interogatoriul ce li s-a luat atunci, reiese că Oprea Miclăuș era acum pentru a treia oară la Viena, în aceeași calitate de trimis al credincioșilor ortodocși din Transilvania, pe când tânărul preot Moise Măcinic era pentru prima oară. Cu câteva zile înainte, au fost primiți în audiență de împărăteasa Maria Terezia și cancelarul Kaunitz.

## Răspunsul autorităților imperiale
În loc să li se dea răspuns la plângerea pe care o înaintaseră Curții, cei doi trimiși ai credincioșilor din Mărginimea Sibiului au fost arestați pentru tulburarea liniștii publice și aruncați în închisoarea de la Kufstein. Au fost așteptați zadarnic de familiile, de consătenii în numele cărora făcuseră acel drum lung și obositor până la Viena. La trei ani de temniță, deci în 1755, reprezentanții românilor ortodocși din sudul Transilvaniei întocmeau o scrisoare câtre mitropolitul Pavel Nenadovici, prin care-l informau de multele suferințe pe care le îndurau pentru credința lor. Între altele, îl rugau „să ne lăsați pentru Hristos și pentru acești oameni cari i-au trimis țara la împărăție, anume Oprea Miclăuș, popa Măcinic, căci multă dorire are țara de ei, care nu știm sunt undeva sau ba”.

## Răspunsul credincioșilor ortodocși ardeleni
Îngrijorați de soarta lor, la 4 decembrie 1756, săliștenii Sibiului adresează un nou memoriu câtre același mitropolit, relatând că: „nu este putere mai multă a putea răbda răul care ne cade nouă asupră de la popii cei uniți în toate zilele și supărările, că în toate zilele ne prind la arest și ne căsnesc cum este mai rău, încă ne dau și în mâna birăilor [=primari] de ne închid prin temnițe, deci de al lor mare rău ne am pustiit tot, și case și moșii și ședem tot fugiți la păduri, fiindcă nouă nu ne trebuiesc popii cei uniți până la moarte”. Iar în partea finală a memoriului scriau : „Și ne rugăm… pentru ai noștri, care noi, satele, i am ales oameni și i am trimis la prea înălțata Curte, anume popa Măcinic și Oprea Miclăuș. Să fii Măria Ta într-ajutor ca să ne sloboadă, căci sunt oameni buni și sunt oameni de noi toți și cu voia noastră trimiși”. La adunarea convocată de cuviosul ieromonah Sofronie de la Cioara, în februarie 1761, la Alba Iulia, s-a cerut de asemenea, eliberarea lui Oprea Miclăuș și a preoților Măcinic din Sibiel, Ioan din Galeș și Ioan din Sadu. Într un memoriu cu data de 7 aprilie 1761, înaintat generalului Adolf von Buccow, sosit cu două zile înainte la Sibiu, se cerea eliberarea acelorași deținuți, căci „ei n-au vină mai mare decât noi toți românii din Transilvania, noi i-am înduplecat să umble pentru legea noastră”. 
Cei care întocmiseră memoriile respective n-aveau de unde să știe că pe la începutul anului 1756 unul din prizonierii de la Kufstein a izbutit să fugă din robie. Guvernul ardelean cerea autorităților în subordine să supravegheze pe soția lui Oprea Miclăuș, socotind că el este evadat. S-ar putea ca acela care fugise să fi fost prins și readus în închisoare, ori va fi pierit de foame și de frig în munții Tirolului și desigur cei de acasă nu vor fi știut nimic de soarta lui. Acasă n-a ajuns nici unul, din moment ce s-au făcut atâtea intervenții pentru eliberarea lor, iar soția lui Oprea, Stana, cerea îndurare împăratului Iosif al II-lea, să-l elibereze măcar acum, după o robie de 30 de ani. Conducerea închisorii raporta că nu se știa nimic despre el. Înseamnă că amândoi și au sfârșit zilele în temnița de la Kufstein, jertfindu și viața pentru credința ortodoxă, câștigând pentru aceasta cununile muceniciei. Sinaxarul ortodox cinstește amintirea lor pentru că pomenește pe sfinții preoți Mărturisitori Moise Măcinic din Sibiel și Ioan din Galeș.

## Sinaxar
Octombrie - Brumărel, în ziua a douăzeci și una.
Reprezentanții clerului și ai credincioșilor din Transilvania au cerut în mai multe rânduri autoritătilor habsburgice să elibereze pe cei doi captivi. La 24 iulie 1784, Stana, soția lui Oprea, rugă pe împăratul Iosif al II-lea să-l elibereze după o robie de 32 de ani. Conducerea închisorii raportă că nu se mai știe nimic despre el. Înseamnă că amândoi și-au sfârșit zilele în temnița de la Kufstein, jertfindu-și viața pentru credința ortodoxă, câștigând însă cununile muceniciei. (...)
Pentru mărturia lor ortodoxă și moartea lor martirică, Sfinții Preoți Martiri Ioan din Galeș și Moise Măcinic din Sibiel, sunt cinstiți ca sfinți de către obștea credincioșilor de pretutindeni și mai cu seamă de cei din Transilvania, din mijlocul cărora s-au ridicat.